# Giovanni Blandini
Giovanni Blandini (Palagonia, 7 marzo 1832 – Noto, 3 gennaio 1913) è stato un vescovo cattolico italiano, definito dallo storico Gabriele De Rosa un "sostenitore del risveglio cristiano, animatore delle speranze di quello che allora si chiamava il movimento sociale dei cattolici".

## Biografia
Blandini era il primogenito di quattro fratelli, dei quali Gaetano Blandini, il secondo, divenne vescovo di Agrigento (allora Girgenti).
Studiò al Seminario di Catania e venne ordinato sacerdote a soli ventitré anni. Iniziò ad esercitare il suo ministero nel suo paese natale, ma fu poi chiamato ad insegnare filosofia al Seminario del capoluogo etneo. Nel frattempo, conseguì le lauree in Sacra Teologia e in diritto canonico presso le Università Pontificie di Roma. Lasciò la cattedra per tornare a Palagonia, dove, da “oscuro prete di villaggio” come si definiva, iniziò quell’azione sociale che doveva caratterizzare tutta la sua attività futura.
Per Blandini i lavoratori solo associandosi avrebbero potuto migliorare la loro situazione e promosse quindi le prime società operaie, che dovevano fondarsi sul pensiero cristiano. 
Dal 1870 al 1874 fu consigliere comunale di Caltagirone, precedendo di un trentennio l’analoga esperienza di don Luigi Sturzo. Per tre anni, dal 1872 al 1875, Giovanni Blandini svolse il delicato incarico di segretario del nuovo vescovo di Caltagirone, Antonino Morana.
Papa Pio IX lo chiamò, nel luglio del 1875, al seggio episcopale di Noto, vacante per il trasferimento del francescano mons. Benedetto Lavecchia Guarnieri alla sede metropolitana di Siracusa. Mons. Giovanni Blandini, a soli 43 anni, era uno dei più giovani vescovi d’Italia e ricevette l’ordinazione episcopale da mons. Giuseppe Benedetto Dusmet, arcivescovo di Catania, al quale era particolarmente legato. Ebbe difficoltà a ottenere l'exequatur e ricevette l'ingiunzione di lasciare il palazzo episcopale. Un'eventuale resistenza avrebbe potuto comportare non solo l'uso della forza, ma anche l'allontanamento coatto dalla diocesi e l'affidamento della diocesi a un vicario capitolare.
L’azione pastorale di Mons. Blandini mirò a garantire la libertà e l’autonomia d’azione del clero, affrancandolo da ogni condizionamento laicale e riaffermando con forza la fedeltà dovuta esclusivamente al Vescovo e al Papa. Contrastò fortemente l'azione della massoneria, molto presente a Noto, e ciò provocò una consistente reazione a livello locale. A Modica, nel corso di una visita pastorale, venne fatto oggetto di una fitta sassaiola ed un bambino di undici anni, per difenderlo, si espose agli aggressori sul sagrato del duomo di san Pietro e morì colpito alla testa.
Nel 1903, curò, per l'assemblea dei vescovi siciliani, il documento “Deliberazioni e disposizioni pratiche intorno alla Democrazia Cristiana”, un testo fondamentale per comprendere le posizioni della Chiesa siciliana in materia sociale. Sempre nel 1903, si svolse a Noto, dal 14 al 17 dicembre, il Congresso Cattolico Siculo, che veniva a cadere in un momento assai delicato, considerato che Pio X, succeduto a Leone XIII, non aveva certamente visto con simpatia il successo nel congresso di Bologna e i seguaci di Romolo Murri. Al Congresso di Noto don Luigi Sturzo tenne una brillante relazione sull’organizzazione elettorale amministrativa dei cattolici siciliani ma il momento più eclatante fu senza dubbio costituito dall’intervento di Romolo Murri, che Blandini presentò con queste parole: «Voi conoscete don Murri, del quale tanto si è parlato pro e contro. Ma io so quanto sia retto l’animo suo, quanta forza di bene divampi nel suo cuore».
Il vescovo Blandini proseguì il suo impegno nel campo sociale, ma non arrivò a vedere coronato il progetto di un movimento politico vero e proprio. Solo nel gennaio del 1919 nacque il Partito Popolare Italiano.
Numerose furono le opere sociali cattoliche dovute all’azione pastorale di mons. Blandini, che le sostenne in ogni modo, arrivando anche a vendere la sua croce pettorale: casse rurali, cooperative, società di mutuo soccorso tra operai ed artigiani.
Fu l'artefice del pentimento e della conversione di Alessandro Serenelli, uccisore di santa Maria Goretti, mentre questi era ospite del penitenziario di Noto. Nel 1904 la diocesi di Noto arrivò a contare sedici opere sociali, tra cui una menzione particolare merita la Colonia Agricola Immacolata,  voluta per sostenere i bisogni degli orfani e dei figli degli agricoltori e realizzata dal beato don Luigi Orione.
Giovanni Blandini, che aveva declinato la proposta di essere nominato arcivescovo di Siracusa, morì a Noto il 3 gennaio del 1913. 
Dopo un lungo oblio sulla sua rilevante azione pastorale e sociale, è stato promosso un importante convegno nazionale l'11 gennaio del 2003 presso il teatro Vittorio Emanuele di Noto, con le relazioni dello studioso del pensiero cattolico Salvo Sorbello e del segretario generale della Cisl Savino Pezzotta.

## Genealogia episcopale e successione apostolica
La genealogia episcopale è:
- Cardinale Scipione Rebiba
- Cardinale Giulio Antonio Santori
- Cardinale Girolamo Bernerio, O.P.
- Arcivescovo Galeazzo Sanvitale
- Cardinale Ludovico Ludovisi
- Cardinale Luigi Caetani
- Cardinale Ulderico Carpegna
- Cardinale Paluzzo Paluzzi Altieri degli Albertoni
- Papa Benedetto XIII
- Papa Benedetto XIV
- Papa Clemente XIII
- Cardinale Bernardino Giraud
- Cardinale Alessandro Mattei
- Cardinale Pietro Francesco Galleffi
- Cardinale Giacomo Filippo Fransoni
- Cardinale Antonio Saverio De Luca
- Cardinale Giuseppe Benedetto Dusmet, O.S.B.Cas.
- Vescovo Giovanni Blandini

La successione apostolica è:
- Vescovo Gaetano Blandini (1881)